# مايكل إريك
مايكل إريك (بالإنجليزية: Micheal Eric)‏ مواليد 24 يونيو 1988 في لاغوس، هو لاعب كرة سلة نيجيري. بدأ مسيرته الاحترافية في سنة 2012. يلعب مع بلباو باسكت كلاعب وسط. يحمل الرقم 50. يبلغ طوله 6 قدم 11 بوصة (2.1 م).

## المسيرة الاحترافية
لعب مع كانتون شارج في موسم 2012–2013، ثم لعب مع نادي بانلفسينياكوس لكرة السلة في سنة 2014، ثم لعب مع نيو باسكت برينديزي في الدوري الإيطالي في موسم 2014–2015، ثم لعب مع نادي إيه إي كي لكرة السلة في سنة 2016، ثم لعب مع بلباو باسكت في الدوري الإسباني في سنة 2016.

## روابط خارجية
- مايكل إريك على موقع الدوري الأوروبي لكرة السلة (الإنجليزية)
- مايكل إريك على موقع الدوري الإسباني لكرة السلة (الإسبانية)
- مايكل إريك على موقع كرة السلة الأوروبية.كوم (الإنجليزية)
- مايكل إريك على موقع كلية كرة السلة في سبورتس رفرنس.كوم (الإنجليزية)
- مايكل إريك على موقع ريلجم (الإنجليزية)
- مايكل إريك على موقع بروبوليرز (الإنجليزية)
- مايكل إريك على موقع سبورتس رفرنس (الإنجليزية)
- مايكل إريك على موقع سبورتس رفرنس (الإنجليزية)